# Алісія Дікенштейн
Алі́сія Дікенштейн (ісп. Alicia Dickenstein, нар. 1955) — аргентинський математик, відома роботами з алгебричної геометрії (зокрема, торичних многовидів), тропічної геометрії та їх застосування до біологічних систем.
Професор університету Буенос-Айреса, дійсна членкиня Американського математичного товариства (від 2019 року). Віце-президент Міжнародного математичного союзу протягом 2015—2018. Старша наукова співробітниця Національної ради Аргентини з наукових і технічних досліджень (CONICET). Лауреатка премії Всесвітньої академії наук (2015). Головна редакторка журналу аргентинського математичного товариства «Revista de la Unión Matemática Argentina». Редакторка журналу «SIAM Journal on Applied Algebra and Geometry» (Товариство промислової та прикладної математики).

## Життєпис і наукова діяльність
Алісія Дікенштейн народилася в Буенос-Айресі. 1982 року здобула ступінь доктора філософії в університеті Буенос-Айреса.
Протягом 2009—2010 років Дікенштейн була професоркою Ейзенбуда в каліфорнійському Інституті математичних досліджень. У 2012—2013 роках — там само, професоркою Саймонса. 2016 року Дікенштейн була професоркою Кнута і Аліси Валленберг у шведському Королівському технологічному інституті.
Дікенштейн опублікувала кілька науково-популярних книг для дітей, зокрема Mate max: la matemática en todas partes [Архівовано 20 березня 2022 у Wayback Machine.].

## Деякі праці
- Nilpotent Orders of Analytic Ideals, v. 65 de Departamento de Matemática: Impresiones previas, UBA. Con Carmen Sessa, 13 p. 1986.
- Pensar Con Matematica 5 — Egb 2b0 Ciclo. Con Silvia Jauregui. Publicó Turtleback Books, 2000 ISBN 0-613-93200-5, ISBN 978-0-613-93200-4.
- Eduardo Cattani, Alicia Dickenstein. Introduction to residues and resultants. // Solving Polynomial Equations: Foundations, Algorithms, and Applications. Algorithms and Computation in Mathematics 14, Springer-Verlag, ISBN 3-540-24326-7, 2005.
- А. Дикенштейн, Т. М. Садыков. Алгебраичность решений системы уравнений Меллина и её монодромия. Докл. РАН, 2007, 412:4, 448—450.
- А. Дикенштейн, Т. М. Садыков. Базисы в пространстве решений системы уравнений Меллина. Матем. сб., 2007, 198:9, 59–80
- A. Dickenstein, J. Rojas, K. Rusek, J. Shih. Extremal real algebraic geometry and A-discriminants. Mosc. Math. J., 2007, 7:3, 425—452.
- Algorithms in Algebraic Geometry [Архівовано 5 квітня 2022 у Wayback Machine.]. The IMA Volumes in Mathematics and its Applications 146. Eds. Alicia Dickenstein, Frank-Olaf Schreyer, Andrew J. Sommese, ilustrada por Springer Sci. & Business Media, 2008, 162 p. ISBN 0-387-75155-6, ISBN 978-0-387-75155-9 2010.
- Alicia Dickenstein, Frank Schreyer and Andrew Sommese (Eds.): IMA Volume on Algorithms in Algebraic Geometry, Springer-Verlag, 2008. ISBN 0387751548, 2008.

## Нагороди
2015 року Дікенштейн отримала премію (TWAS Prize) від Всесвітньої академії наук .
2018 року Дікенштейн обрано членкинею Американського математичного товариства «за внесок в обчислювальну алгебру і її застосування, особливо в біологію систем, і за глобальне лідерство в підтримці недостатньо представлених груп із математики».